# Джонні Шут
Жан Шут (фр. Jean Schuth), більш відомий як Джонні Шут (фр. Johnny Schuth, нар. 7 грудня 1941, Сент-Омер) — французький футболіст, що грав на позиції воротаря.
Виступав, зокрема, за клуби «Страсбур» та «Мец».

## Клубна кар'єра
У дорослому футболі дебютував 1961 року виступами за команду клубу «Страсбур», в якій провів десять сезонів, взявши участь у 249 матчах чемпіонату. Більшість часу, проведеного у складі «Страсбура», був основним голкіпером команди.
Протягом 1971—1973 років захищав кольори команди клубу «Мец».
Завершив професійну ігрову кар'єру у нижчоліговому клубі «Мерлебак», за команду якого виступав протягом 1971—1973 років.

## Виступи за збірну
1966 року залучався до складу національної збірної Франції, був включений до її заявки для участі у чемпіонату світу 1966 року в Англії. Проте, був лише резервним голкіпером і на поле у жодній офіційній грі за французьку збірну не виходив.